# Jan Czapliński
Jan Kazimierz Czapliński (ur. 7 października 1870 w Rzeszowie, zm. 21 września 1934 w Warszawie) – generał brygady Wojska Polskiego, doktor nauk prawnych.

## Życiorys
Urodził się 7 października 1870 w Rzeszowie, w rodzinie Antoniego Jana Kantego (1829–1907), dyrektora okręgu skarbowego w Tarnowie, i Józefy Petronelli z Wilkoszów (1839–1922). Był bratem: Stanisława (1867–1900), Zofii (1873–1972), Marii (1876–1950), Józefa (1877–1955) i Wandy (ur. 1879). Uczył się w gimnazjum w Krakowie, a następnie studiował na Wydziale Prawa Uniwersytetu Jagiellońskiego.
30 maja 1893 rozpoczął praktykę w korpusie oficerów audytorów, a dwa lata później został powołany do służby w tym korpusie i przydzielony do Galicyjskiego Pułku Piechoty Nr 15 we Lwowie na stanowisko audytora. W latach 1900–1904 pełnił służbę w Sądzie Garnizonowym w Przemyślu, a w latach 1904–1914 w Sądzie Garnizonowym w Krakowie. W czasie I wojny światowej, od 1 sierpnia 1914 do 15 września 1915 pełnił służbę na froncie. W latach 1916–1918 był referentem prawnym 1 Korpusu.
1 lutego 1919 roku został przyjęty do Wojska Polskiego z zatwierdzeniem posiadanego stopnia pułkownika audytora. Został sędzią Naczelnego Sądu Wojskowego w Warszawie.
26 marca 1921 roku został zatwierdzony z dniem 1 kwietnia 1920 roku w stopniu generała podporucznika Korpusu Sądowego. Z dniem 1 września 1921 roku został przeniesiony w stały stan spoczynku z prawem noszenia munduru. 26 października 1923 roku Prezydent RP Stanisław Wojciechowski zatwierdził go w stopniu generała brygady. Był członkiem Związku Strzeleckiego i prezesem Koła Przyjaciół Związku Strzeleckiego Oddział Warszawa Śródmieście im. Pierwszej Kadrowej.
Zmarł 21 września 1934 w Warszawie. Został pochowany na cmentarzu wojskowym przy ul. Prandoty w Krakowie (kwatera 6 WOJ-wsch-10).
Był żonaty z Jadwigą z Pogorzelskich (1877–1955), córką prezesa sądu w Krakowie. Dzieci nie mieli.

## Awanse
- praktykant audytor (niem. Praktikant-Auditor) - 30 maja 1893[3]
- nadporucznik audytor (niem. Oberleutnant-Auditor)[b] – 1 maja 1895[25]
- kapitan audytor 2 klasy (niem. Hauptmann-Auditor 2. Klasse)[c] – 1 maja 1897[26]
- kapitan audytor 1 klasy (niem. Hauptmann-Auditor 1. Klasse)[d] – 1900 (starszeństwo z 1 maja 1897)[6]
- major audytor (niem. Major-Auditor)[e] – 1 listopada 1909[9]
- podpułkownik audytor (niem. Oberstleutnant-Auditor)[f] – 1 maja 1914[11]
- pułkownik audytor (niem. Oberst-Auditor)[g] – 1 maja 1917[13]

## Ordery i odznaczenia
- Krzyż Rycerski Orderu Franciszka Józefa z dekoracją wojenną – 7 października 1915[27][13]
- Brązowy Medal Zasługi Wojskowej na wstążce Krzyża Zasługi Wojskowej[13]
- Brązowy Medal Jubileuszowy Pamiątkowy dla Sił Zbrojnych i Żandarmerii – 2 grudnia 1898[28][13]
- Krzyż Jubileuszowy Wojskowy – 2 grudnia 1908[29][13]